# Art Directors Club
L'Art Director's Club of New York est une organisation destinée aux directeurs artistiques de la ville de New York. Il a été fondé en 1920 et s'est développé en tant que groupe professionnel, promouvant le travail des directeurs artistiques à travers des expositions et des récompenses, notamment le prix annuel DESI pour l'excellence en design.

## Histoire
Le Club des directeurs artistiques de New York (parfois appelé ADC ) a été fondé en 1920 par Louis Pedlar et Earnest Elmo Calkins. Avec Fred Lamb, Calkins avait organisé les premières expositions d'art publicitaire à New York en 1908. Il lui semblait nécessaire de créer une organisation qui « légitimerait [dignify] le domaine de l'art commercial aux yeux des artistes », soulignant sa conviction que « l’excellence artistique est d’une importance vitale pour un création publicitaire de qualité ». Après guerre, on a porté au crédit du Club l'augmentation progressive du niveau d'exigence artistique de la création publicitaire des États-Unis,.
En 1921, le club a organisé sa première exposition-concours avec des œuvres originales de plus de 250 contributeurs. L'exposition, organisée par Calkins et ouverte par un dîner inaugural le 2 mars 1921, a été l'occasion de décerner les premiers prix de l'Histoire du club : à Fred R. Cruger pour l'illustration en noir et blanc ; à WE Hoitland pour la peinture ; et à René Clark pour la conception des affiches,
Au cours des premières années d'existence du Club, les adhésions étaient très restreintes, et les femmes n'y ont été admises qu'en 1942, et le premier membre afro-américain du Club, George Olden (directeur artistique de la Columbia Broadcasting Company), n'a été admis qu'en 1952.
Le Club des directeurs artistiques regroupe des directeurs artistiques travaillant dans le domaine du cinéma et des nouveaux médias.

### Logo
Le premier logo du Club était inspiré par le monogramme d’Albrecht Dürer. En 2009, ADC a changé de nom avec l'aide de Trollbäck + Company. Le nouveau logo s'est un peu éloigné du monogramme mais en 2014, Sid Lee a dessiné un nouveau logo renouant avec le design historique,

## Prix

### Prix annuels de l'ADC
Earnest Elmo Calkins a organisé la première exposition avec jury en 1921. L'ADC a transformé cette exposition en ses ADC Annual Awards qui reçoivent jusqu'à 11 000 candidatures du monde entier. Plusieurs prix sont décernés chaque année pour distinguer l'excellence de l'industrie de la communication, et ce à l'échelle internationale. Le prix d'excellence en design est connu sous le nom de prix « DESI ». Les principales catégories du prix, depuis 2012, sont : publicité ; Conception ; Illustration ; Intégré ; Interactivité ; Mouvement ; La photographie. Une catégorie "récompenses spéciales" permet de décerner des prix à des projets qui n'entrent pas strictement dans une des autres catégories,,.

### ADC Young Guns et ADC GrandMasters
En 1991, l'ADC a créé le prix Young Guns. Les ADC Young Guns sont des prix internationaux annuels décernés à des directeurs artistiques prometteurs âgés de moins de 30 ans. ADC GrandMasters récompense les enseignants en direction artistique qui ont laissé une empreinte notable dans le domaine

### ADC Hall of Fame
En 1971, l'ADC a créé son "Hall of fame" (Temple de la renommée). Les personnalités qui intègrent l'ADC Hall of Fame sont distinguées pour leur apport à la profession de graphiste.

## Art Directors Annual
Art Directors Annual est une revue des réalisations exceptionnelles de l'année en matière de direction artistique. Il paraît chaque année depuis 1922.

## Associations similaires
Plus que centenaire, l'Art Directors Club de New York est pionnier dans son domaine. Il a inspiré de nombreuses initiatives comparables : Design and Art Direction, fondé à Londres en 1964, le Club des D.A., fondé à Paris en 1967, et l'Art Directors Club of Europe, fondé à Barcelone en 1990 et fédérant de nombreux clubs européens.